# 四氟化钍
四氟化钍（化学式：ThF4）是一种无机化合物。它是一种白色有吸湿性的粉末，可由金属钍与氟气直接化合制得。在温度高于500 °C时，它与空气中的水分反应，水解成ThOF2。

## 性质与制法
四氟化钍化学性质比较稳定，不溶于水、稀酸、冷的浓硫酸、浓硝酸和氢氟酸，易溶于热的碳酸铵溶液。工业制法是无水氟化氢与二氧化钍在较高温度下的气相氟化反应：
ThO2 + 4 HF —873K→ ThF4 + 2 H2O
四氟化钍有多种水合物。含水最多的是ThF4·xH2O（x=2.5-3.0），受热时会分解成ThF4·0.25H2O。继续真空加热则生成无水四氟化钍。
四氟化钍可以形成[ThF6]2-配合物。

## 用途
尽管具有轻微的放射性，四氟化钍还是被用作多层光学涂层中的抗辐射材料。它具有卓越的光学透明度，大约是0.35–12 µm。而它的辐射主要是α粒子引起的，可以轻易地用一薄层其他材料遮挡住，以免对人体造成伤害。
四氟化钍还用于制造碳弧灯，这为电影放映机和探照灯提供了高强度的光源。
四氟化钍是使用金属钙为还原剂的热还原法生产金属钍的原料，也用于氯氟化物熔盐电解法来制备金属钍的粉末。它与碱金属、铍或锆的氟化物混合熔融以后可用作熔盐反应堆的增殖材料。